# Układ rozruchowy silnika spalinowego
Układ rozruchowy silnika spalinowego – układ umożliwiający rozruch silnika spalinowego i tym samym inicjację jego pracy. W sprawnym silniku wystarczy, by jeden z tłoków wykonał suw ssania i sprężania do momentu zapłonu, by dalsza praca była podtrzymana samoczynnie. Niekiedy konieczne jest wykonanie kilku cykli pracy zanim nastąpi pełny rozruch silnika. 
W małych silnikach motocyklowych oraz tych napędzających innego rodzaju sprzęt stosuje się rozruch manualny. Dla większych silników konieczne jest wspomaganie rozruchu. Najczęściej do tego celu stosuje się zasilany z akumulatora silnik elektryczny (rozrusznik), który w czasie rozruchu sprzęgnięty jest z kołem zamachowym silnika. Duże silniki np. okrętowe uruchamia się doprowadzając przez rozdzielacz i specjalne zawory rozruchowe sprężone powietrze do cylindrów. Rzadko do uruchamiania stosuje się mniejszy silnik spalinowy.